# جونا برايس
جونا برايس (بالفرنسية: Joana Preiss)‏ هي مونتيرة ومؤدية ومغنية وكاتبة سيناريو وموسيقية ومصورة سينمائية ومخرجة وممثلة فرنسية، ولدت في 22 مايو 1972 بمارسيليا في فرنسا.

## وصلات خارجية
- جونا برايس على موقع IMDb (الإنجليزية)
- جونا برايس على موقع ألو سيني (الفرنسية)
- جونا برايس على موقع ميوزك برينز (الإنجليزية)
- جونا برايس على موقع أول موفي (الإنجليزية)
- جونا برايس على موقع قاعدة بيانات الأفلام السويدية (السويدية)
- جونا برايس على موقع ديسكوغز (الإنجليزية)
- جونا برايس على موقع قاعدة بيانات الفيلم (الإنجليزية)
- جونا برايس على موقع كينوبويسك (الروسية)